# Les Miracles de Brahmane
Pour plus de détails, voir Fiche technique et Distribution.
Les Miracles de Brahmane est un film de Georges Méliès sorti en 1900 au début du cinéma muet.